# Радянсько-польський договір (1945)
Договір між СРСР і Польською Республікою про радянсько-польський державний кордон — міжнародний договір, підписаний у Москві 16 серпня 1945.

## Опис
Обмін ратифікаційними грамотами відбувся 5 лютого 1946 у Варшаві, після чого договір набув чинності.
Юридично зафіксував перехід Західної України та Західної Білорусі від Польщі до СРСР. Лінія кордону пройшла на захід від «лінії Керзона» — згідно з рішенням Люблінської угоди, Ялтинської конференції (січень 1945).
У результаті договору СРСР перейшла територія сучасних областей: Львівська, Івано-Франківська, Тернопільська, Волинська, Рівненська, а Польщі — українські етнічні території Лемківщини, Надсяння, Холмщини та Підляшшя.
Пізніше було проведено фактичний обмін населення, частину українців з території Польщі депортували до СРСР, а більшість поляків УРСР депортували до Польщі.